# Janine Eggs
Janine Eggs (* 9. Dezember 1993; heimatberechtigt in Goms) ist eine Schweizer Politikerin (Grüne).

## Leben
Janine Eggs schloss 2020 ihr Studium der Geografie und Raumplanung an der Universität Zürich ab. Sie ist als Raumplanerin im Planungsbüro BSB + Partner tätig und lebt in Dornach.

## Politik
Janine Eggs war für die lokalpolitische Gruppierung Freie Wähler Dornach von 2013 bis 2021 Mitglied der Bau-, Werk- und Planungskommission und von 2017 bis 2021 auch der Sport und Freizeitkommission der Gemeinde Dornach. 2021 wurde sie in den Gemeinderat (Exekutive) von Dornach gewählt, wo sie das Ressort Umwelt und Energie leitet.
Bei den Wahlen im März 2021 wurde Janine Eggs in den Kantonsrat des Kantons Solothurn gewählt. Sie ist Mitglied der Bildungs- und Kulturkommission und der Arbeitsgruppe Natur und Landwirtschaft.
Janine Eggs ist Vorstandsmitglied der Freien Wähler Dornach, der Grünen Dorneck-Thierstein sowie des WWF Solothurn.